# Zinédine Machach
Zinédine Machach, né le 5 janvier 1996 à Marseille, est un footballeur français évoluant au poste de milieu de terrain.

## Biographie

### Jeunesse
Né à Marseille d'un père marocain et d'une mère algérienne et formé à l'AS Cannes, puis à l'Olympique de Marseille où il fera une apparition en UEFA Youth League pour sa première édition (le 25 novembre 2013 face à Arsenal), il arrive au Toulouse FC lors de la saison 2014-2015. Il joue alors avec la réserve et fait sa première apparition en Ligue 1 lors du dernier match de la saison, le 23 mai 2015 face à l'OGC Nice en remplacement de Pešić à la l'heure de jeu.
La saison suivante, il effectue la préparation avec le groupe professionnel avant de signer son premier contrat pro en octobre, à l'âge de 19 ans. Lors de la 12e journée de la saison de Ligue 1, il fête sa première titularisation lors d'un match à domicile face au Montpellier HSC en inscrivant son premier but. Le changement d'entraineur à Toulouse, début mars, marque un virage dans sa saison : arrivé en retard lors d'une des premières séances d'entraînement de Pascal Dupraz, il se voit mis à disposition de l'équipe réserve, en CFA2 et se fait expulser après seulement 24 minutes de jeu. Cet enchainement de ratés est considéré par l'entraineur comme un manque d’implication et le prive de fin de saison puisqu'il n'est plus rappelé une seule fois dans le groupe professionnel. Cette mise à l'écart est d'autant plus dommageable pour lui que la fin de saison du club marquée par une remontée spectaculaire au classement qui aboutit à son maintien dans l'élite, exploit auquel il ne participe pas et dont il ne peut tirer bénéfice.

### Olympique de Marseille
Le 27 juillet 2016, il est prêté pour un an avec option d'achat à l'Olympique de Marseille. Il joue son premier match officiel sous ses nouvelles couleurs en entrant en jeu lors de la première journée de Ligue 1 lors de la réception du Toulouse FC. Il marque son premier but au club lors des seizième de finale de Coupe de la Ligue contre le Clermont Foot 63. Avec le rachat du club, Rudi Garcia devient entraineur en octobre 2016, en plein dans la saison. Manifestement il est moins séduit que son prédécesseur par Machach et décide de l'envoyer en réserve à partir de décembre 2016. Son agent le propose alors au Torino. En mai 2017, l'option d'achat n'ayant pas été levée, Zinédine retourne à Toulouse.

### Toulouse FC
À l'été 2017, malgré les relances auprès du Torino, Machach ne reçoit aucune offre de transfert sérieuse. L’entraîneur Pascal Dupraz lui redonne sa chance et Machach, fait une très bonne préparation, malgré une cheville douloureuse. Une rotation est instaurée dans le club, en réaction aux baisses de forme d'Ola Toivonen et de Jimmy Durmaz en fin de saison précédente. Machach est donc remplaçant de Durmaz, avec prévision de plusieurs titularisations. À noter que Durmaz est le nouveau tireur attitré des penaltys et des corners, ce qui lui donne comme objectif de se concentrer sur ce rôle lorsqu'il remplace Durmaz.
Néanmoins, Machach ne supporte pas de ne pas être titulaire. Le 16 septembre 2017, l’entraîneur de l'équipe réserve, Denis Zanko, lui annonce qu'il n'est pas dans les deux meilleurs tireurs de penalty, derrière Yann Bodiger et Driss Khalid. Machach quitte alors le vestiaire. Pendant le match, Bodiger manque un penalty, ce qui agace encore plus Machach. Après le match, il rejoint, seul, le vestiaire de Zanko, qui se retrouve finalement à terre. Les joueurs en dehors des vestiaires affirment avoir entendu des cris émanant du vestiaire.
Le marché des transferts étant fermé il est trop tard pour le prêter, il ne reste plus que la solution du licenciement, comme ce fut le cas pour Kévin Rodrigues, licencié en mars 2014 et qui avait rejoint Dijon cinq mois plus tard. 
Fin octobre 2017, Machach est donc officiellement licencié par le Toulouse FC pour faute grave.

### SSC Naples et prêts
Le 11 janvier 2018, il s'engage avec le SSC Naples pour quatre années et demi.
Le 21 juillet 2018, il est prêté à Carpi en Serie B d'ou il sera renvoyé quelques mois plus tard.
En janvier 2019, il est prêté à Crotone en Serie B.
Il est ensuite prêté à Cosenza, au VVV Venlo et au Budapest Honvéd.

### Ionikos Nikaia
Le 2 juillet 2022, il est transféré gratuitement au Ionikos Nikaia.

## Statistiques
| Saison                | Club                          | Championnat           | Championnat | Championnat | Championnat | Coupe nationale | Coupe nationale | Coupe nationale | Coupe de la Ligue | Coupe de la Ligue | Coupe de la Ligue | Total | Total | Total |
| Saison                | Club                          | Division              | M.          | B.          | P.d.        | M.              | B.              | P.d.            | M.                | B.                | P.d.              | M.    | B.    | P.d.  |
| 2014-2015             | Toulouse FC                   | Ligue 1               | 1           | 0           | 0           | -               | -               | -               | -                 | -                 | -                 | 1     | 0     | 0     |
| 2015-2016             | Toulouse FC                   | Ligue 1               | 16          | 1           | 1           | 1               | 0               | 0               | 4                 | 0                 | 1                 | 21    | 1     | 2     |
| 2017-2018             | Toulouse FC                   | Ligue 1               | 4           | 1           | 0           | -               | -               | -               | -                 | -                 | -                 | 4     | 1     | 0     |
| Sous-total            | Sous-total                    | Sous-total            | 21          | 2           | 1           | 1               | 0               | 0               | 4                 | 0                 | 1                 | 26    | 2     | 2     |
| 2016-2017             | Olympique de Marseille (prêt) | Ligue 1               | 10          | 0           | 0           | 1               | 0               | 0               | 1                 | 1                 | 0                 | 12    | 1     | 0     |
| Sous-total            | Sous-total                    | Sous-total            | 10          | 0           | 0           | 1               | 0               | 0               | 1                 | 1                 | 0                 | 12    | 1     | 0     |
| 2018-2019             | Carpi FC 1909 (prêt)          | Serie B               | 10          | 0           | 0           | 1               | 0               | 0               | -                 | -                 | -                 | 11    | 0     | 0     |
| 2018-2019             | FC Crotone (prêt)             | Serie B               | 15          | 0           | 1           | -               | -               | -               | -                 | -                 | -                 | 15    | 0     | 1     |
| 2019-2020             | Cosenza Calcio (prêt)         | Serie B               | 18          | 1           | 1           | -               | -               | -               | -                 | -                 | -                 | 18    | 1     | 1     |
| 2020-2021             | VVV Venlo (prêt)              | Eredivisie            | 24          | 0           | 5           | 5               | 0               | 1               | -                 | -                 | -                 | 29    | 0     | 6     |
| 2021-2022             | Budapest Honvéd FC (prêt)     | OTP Bank Liga         | 21          | 3           | 0           | 3               | 0               | 0               | -                 | -                 | -                 | 24    | 3     | 0     |
| Sous-total            | Sous-total                    | Sous-total            | 88          | 4           | 7           | 9               | 0               | 1               | 0                 | 0                 | 0                 | 97    | 4     | 8     |
| 2022-2023             | Ionikos Nikaia                | Superleague           | 23          | 2           | 1           | 1               | 0               | 0               | -                 | -                 | -                 | 24    | 2     | 1     |
| Sous-total            | Sous-total                    | Sous-total            | 23          | 2           | 1           | 1               | 0               | 0               | 0                 | 0                 | 0                 | 24    | 2     | 1     |
| 2023-2024             | Melbourne Victory             | A-League              | 29          | 7           | 5           | -               | -               | -               | -                 | -                 | -                 | 29    | 7     | 5     |
| 2024-2025             | Melbourne Victory             | A-League              | 29          | 7           | 7           | 5               | 0               | 1               | -                 | -                 | -                 | 34    | 7     | 8     |
| 2025-2026             | Melbourne Victory             | A-League              | -           | -           | -           | 1               | 0               | 1               | -                 | -                 | -                 | 1     | 0     | 1     |
| Sous-total            | Sous-total                    | Sous-total            | 58          | 14          | 12          | 6               | 0               | 2               | 0                 | 0                 | 0                 | 64    | 14    | 14    |
| Total sur la carrière | Total sur la carrière         | Total sur la carrière | 200         | 22          | 21          | 18              | 0               | 3               | 5                 | 1                 | 1                 | 223   | 23    | 25    |

## Palmarès

### En club
Melbourne Victory
- Vice-champion d'Australie en 2024 et 2025
- Finaliste de la Coupe d'Australie en 2024